# Grzegorz Augustynik
Grzegorz Augustynik (ur. 25 listopada 1847 w Zagórzu, zm. 10 listopada 1929 w Krakowie) – polski ksiądz rzymskokatolicki, działacz społeczno-kulturalny.

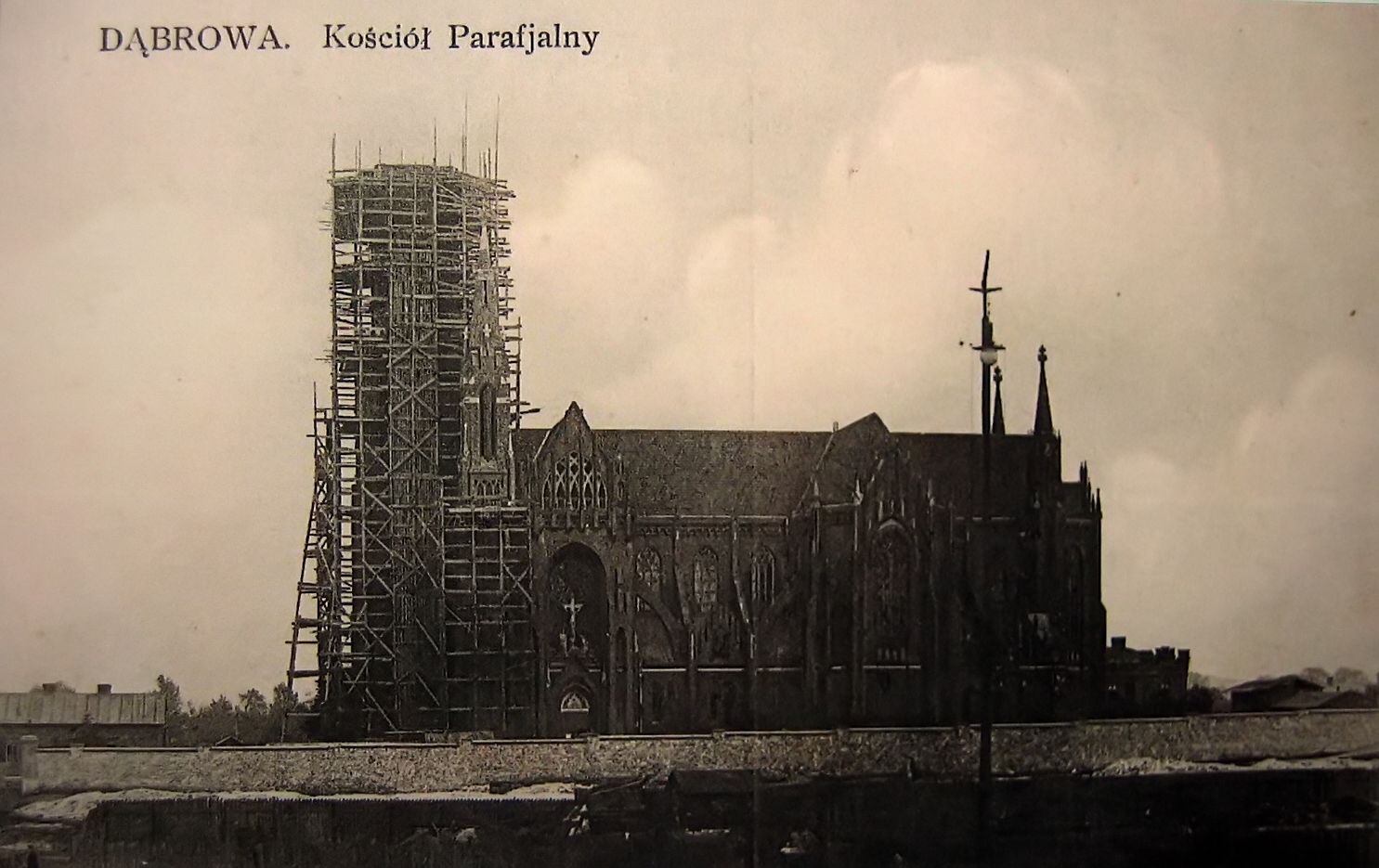
Kościół Matki Boskiej Anielskiej w Dąbrowie Górniczej w fazie budowy

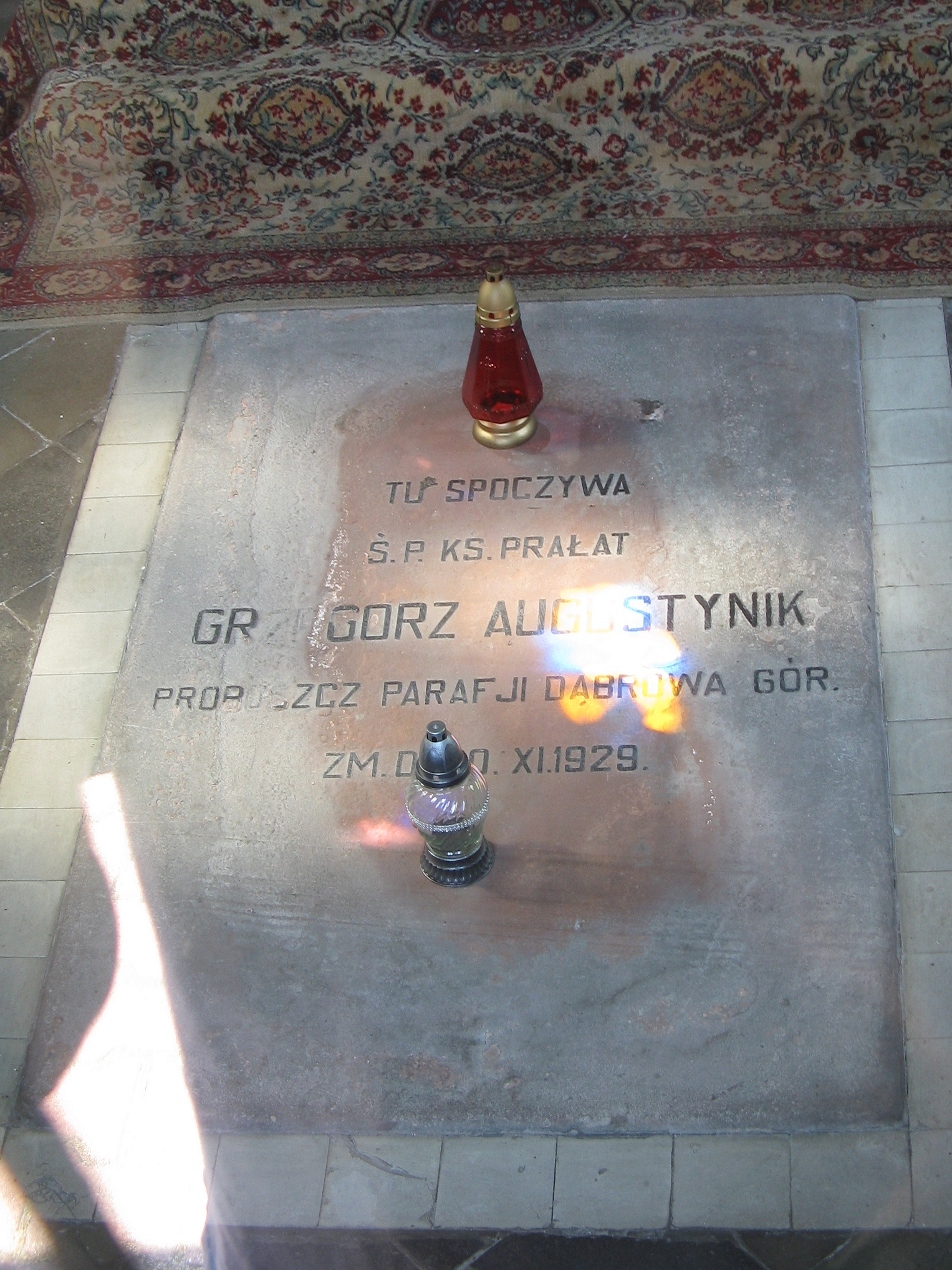
Grób ks. Grzegorza Augustynika w kaplicy Porcjunkuli w 2018 roku

## Życiorys
Grzegorz Augustynik urodził się 25 listopada 1847 r. w Zagórzu (obecnie dzielnicy Sosnowca) – wtedy wiosce usytuowanej nieopodal Dąbrowy Górniczej, w rodzinie robotników rolnych. Szkołę elementarną ukończył w Zagórzu, był jednym z wielu wychowanków Sługi Bożej Wandy Malczewskiej (1822–1896) i Jacka Siemieńskiego. Był też pierwszym jej biografem. W latach 1861–1869 uczęszczał do gimnazjum w Piotrkowie Trybunalskim. W 1869 r. wstąpił na Wydział Medyczny Uniwersytetu Warszawskiego, wkrótce przeniósł się jednak do Seminarium Duchownego w Kielcach. Święcenia kapłańskie otrzymał 31 sierpnia 1872 r. Studia teologiczne kontynuował w Akademii Duchownej Rzymskokatolickiej w Petersburgu. Nie ukończył ich jednak i został wikariuszem – początkowo w parafii Janina, następnie – w Siemoni, Bobrownikach, Grodźcu i Czeladzi. W latach 1883–1897 był administratorem parafii i dziekanem we Włoszczowie.
Dwukrotnie był proboszczem parafii Matki Boskiej Anielskiej w Dąbrowie Górniczej (1897–1902 i 1906–1916), gdzie rozwinął intensywną działalność duszpasterską i społeczno-kulturalną. W 1911 r. Stowarzyszenie Robotników Chrześcijańskich przy parafii, na którego czele stał ks. Grzegorz Augustynik, zakupiło działkę przy dawnej ulicy Staropocztowej, na której wybudowano budynek z salą widowiskową, która odtąd służyła jako miejsce spotkań członków stowarzyszenia. Na sali widowiskowej organizowane były różnego rodzaju wykłady i pogadanki. W budynku tym mieściła się także biblioteka oraz kółko teatralne. Został budowniczym kościoła Matki Boskiej Anielskiej w Dąbrowie Górniczej. Projekt kościoła jest autorstwa Stefana Pomiana Pomianowskiego; zgodnie z projektem miał powstać kościół o trzech nawach, wkomponowany w istniejący stary kościół pw. św. Aleksandra. Nowemu kościołowi nadano tytuł Najświętszej Marii Panny Anielskiej. Budowa trwała czternaście lat. W 1912 r. dokonano konsekracji kościoła. Powstała monumentalna neogotycka świątynia o wymiarach: długość 68 m, szerokość 30 m, wysokość wewnątrz 30 m i wieżach, z których najwyższa ma wysokość 86 m. Przy okazji pobytu w Rzymie w 1900 r. ks. Grzegorz Augustynik podjął starania o uzyskanie odpustu dla kościoła Matki Boskiej Anielskiej. Na mocy breve Leona XIII z 19 marca 1901 r. został on podniesiony do godności bazyliki i odtąd nosi tytuł probazyliki.
W latach 1902–1906 zarządzał parafią Książ Wielki. W 1916 r. przeniósł się do diecezji włocławskiej, gdzie został proboszczem i dziekanem w Łasku. W 1921 r. zrezygnował z działalności duszpasterskiej i zamieszkał na Jasnej Górze, gdzie przywdział habit paulinów. Prowadził intensywną działalność piśmienniczą – obejmującą łącznie 45 pozycji zwartych i liczne artykuły z problematyki społeczno-religijnej. Był autorem bardzo popularnego śpiewnika kościelnego.
Zmarł 10 listopada 1929 r. w Krakowie. Został pochowany 15 listopada 1929 r. w Dąbrowie Górniczej, w kaplicy Porcjunkuli przy sanktuarium Matki Bożej Anielskiej.

## Ordery i odznaczenia
- Krzyż Kawalerski Orderu Odrodzenia Polski (27 listopada 1929)[2]
- Krzyż Legionowy
- Krzyż „Pro Ecclesia et Pontifice” (Stolica Apostolska, 1908)

## Wyróżnienia
21 grudnia 1906 r. otrzymał tytuł honorowego kanonika kolegiaty kaliskiej. W 1914 r. został mianowany prałatem domowym papieża Piusa XI. Około 1929 r. został mu nadany Tytuł Honorowego Obywatela Miasta Włoszczowy.

## Publikacje
- Miłość Boga i Ojczyzny okazana w czynach czyli żywot świętobliwej Polki Panny Wandy Justyny Nepomuceny Malczewskiej, jej objawienia i przepowiednie dotyczące kościoła i Polski. (Wyd. 4, Częstochowa 1927).